# Temperatura negativa

L'entropia d'un sistema les partícules del qual només poden tenir energia 0 o ε és màxima quan l'energia mitjana de cada partícula és ε/2. Si llavors l'energia del sistema augmenta, la temperatura esdevé negativa.

En física, certs sistemes termodinàmics poden assolir una temperatura negativa; això és, la seva temperatura termodinàmica es pot expressar com una quantitat negativa a una escala absoluta com la Kelvin.
En situacions col·loquials, la «temperatura negativa» sol referir-se a aquella que s'expressa com un nombre negatiu a les escales més comunes Celsius o Fahrenheit, o sigui a valors més freds que el punt tèrmic establert com a zero a l'escala en qüestió. En aquest article no es fa servir aquest ús de l'expressió «temperatura negativa».
Un sistema amb temperatura negativa a l'escala Kelvin és de fet més calent que qualsevol sistema amb temperatura positiva. Si un sistema de temperatura negativa entra amb contacte amb un de temperatura positiva, la calor fluirà del sistema negatiu al positiu.
L'existència de temperatures negatives és paradoxal si s'interpreta la temperatura absoluta d'un sistema com la seva energia cinètica mitjana. Per comprendre-la, s'ha d'accedir a la definició més rigorosa de la temperatura com l'intercanvi entre energia i entropia; la beta termodinàmica (l'invers de la temperatura) és en aquest cas la quantitat més fonamental. Els sistemes de temperatura positiva incrementen en entropia quan se'ls subministra energia, mentre que els de temperatura negativa disminueixen en entropia quan se'ls subministra energia.
La majoria de sistemes habituals no poden assolir temperatures negatives, ja que afegint-los energia sempre s'augmenta la seva entropia. La possibilitat de disminuir en entropia amb un augment d'energia requereix que el sistema estigui saturat en entropia, amb un baix nombre d'estats d'alta energia. Aquest tipus de sistemes, fitats per una quantitat màxima d'energia, estan generalment prohibits en física clàssica. Per tant, la temperatura negativa és estrictament un fenomen quàntic. Alguns sistemes, tanmateix, tenen un nombre màxim d'energia que poden assolir i així com s'hi apropen la seva entropia comença a decréixer.